# Ricardo Darín
Ricardo Darín (Buenos Aires, 16 januari 1957) is een Argentijns acteur, regisseur en scenarioschrijver. Hij speelde in verschillende Spaanstalige producties, waaronder recentelijk in de films El aura (2005), XXY (2007), La Señal (2007) en El secreto de sus ojos (2009).

## Biografie
Darín werd op 16 januari 1957 geboren in Buenos Aires, in een familie van acteurs. Op 10-jarige leeftijd debuteerde hij in het theater, waarin hij samen met zijn ouders (Ricardo Darín en Renée Roxana) speelde. Op 16-jarige leeftijd speelde hij regelmatig in Argentijnse televisieproducties. Niet lang daarna ging hij zich ook bezighouden met het schrijven van scenario's, onder meer voor telenovelas.
In de jaren tachtig maakte Darín deel uit van de galancitos, een groep jonge acteurs die populaire televisieprogramma's vertaalden naar de toneelwereld. Hun voorstellingen waren in heel Argentinië een enorm succes. Na deze galancito-periode verwierf Darín zich in de jaren negentig een naam als televisiekomiek. Hij bleef ook in het theater actief en begon zich tevens met de wereld van de film bezig te houden. Aanvankelijk waren dat nog kleine rollen.
De critici merkten hem echter op in de film Perdido por perdido (1993), waarvoor hij positieve recensies ontving. Zijn definitieve doorbraak als filmacteur beleefde hij in Nueve reinas (2000), een film waarin hij een kruimeldief speelt in een economisch zieltogend Argentinië.

## Filmografie

### Film
Uitgezonderd korte films en televisiefilms.
| Filmografie als acteur |                                 |
| Jaar                   | Titel                           |
| 1972                   | He nacido en la ribera          |
| 1977                   | Así es la vida                  |
| 1977                   | La nueva cigarra                |
| 1978                   | La rabona                       |
| 1978                   | La fiesta de todos              |
| 1979                   | Los éxitos del amor             |
| 1979                   | La carpa del amor               |
| 1979                   | Juventud sin barreras           |
| 1979                   | La playa del amor               |
| 1980                   | La canción de Buenos Aires      |
| 1980                   | La discoteca del amor           |
| 1981                   | Abierto día y noche             |
| 1983                   | El desquite                     |
| 1984                   | La Rosales                      |
| 1986                   | Te amo                          |
| 1986                   | Expreso a la emboscada          |
| 1987                   | Revancha de un amigo            |
| 1993                   | Perdido por perdido             |
| 1998                   | El faro                         |
| 1999                   | El mismo amor, la misma lluvia  |
| 2000                   | Nueve reinas                    |
| 2001                   | La fuga                         |
| 2001                   | El hijo de la novia             |
| 2001                   | Samy y yo                       |
| 2002                   | Kamchatka                       |
| 2004                   | Luna de Avellaneda              |
| 2005                   | El aura                         |
| 2006                   | La educación de las hadas       |
| 2007                   | XXY                             |
| 2007                   | La señal                        |
| 2008                   | Amorosa soledad                 |
| 2009                   | El secreto de sus ojos          |
| 2009                   | El baile de la Victoria         |
| 2010                   | Carancho                        |
| 2011                   | Un cuento chino                 |
| 2011                   | En fuera de juego               |
| 2012                   | Elefante blanco                 |
| 2012                   | Una pistola en cada mano        |
| 2013                   | Tesis sobre un homicidio        |
| 2013                   | Séptimo                         |
| 2013                   | Violet                          |
| 2014                   | Relatos salvajes                |
| 2014                   | Torrente 5: Operación Eurovegas |
| 2015                   | Truman                          |
| 2016                   | Kóblic                          |
| 2017                   | Nieve negra                     |
| 2017                   | La Cordillera                   |
| 2018                   | Todos lo saben                  |
| 2018                   | El amor menos pensado           |
| 2019                   | La odisea de los giles          |
| 2022                   | Argentina, 1985                 |

## Prijzen en nominaties
Cóndor de Plata
| Jaar | Film                           | Categorie              | Resultaat   |
| ---- | ------------------------------ | ---------------------- | ----------- |
| 2000 | El mismo amor, la misma lluvia | Beste acteur           | Gewonnen    |
| 2001 | Nueve reinas                   | Beste acteur           | Gewonnen    |
| 2002 | El hijo de la novia            | Beste acteur           | Gewonnen    |
| 2003 | Kamchatka                      | Beste acteur           | Genomineerd |
| 2005 | Luna de Avellaneda             | Beste acteur           | Genomineerd |
| 2006 | El aura                        | Beste acteur           | Gewonnen    |
| 2008 | La señal                       | Beste regisseur        | Genomineerd |
| 2008 | La señal                       | Beste acteur           | Genomineerd |
| 2008 | La señal                       | Beste bewerkt scenario | Genomineerd |
| 2010 | El secreto de sus ojos         | Beste acteur           | Gewonnen    |
| 2011 | Carancho                       | Beste acteur           | Genomineerd |
| 2012 | Un cuento chino                | Beste acteur           | Genomineerd |
| 2014 | Tesis sobre un homicidio       | Beste acteur           | Genomineerd |

- Filmfestival van Biarritz
  - 2001: beste acteur, in Nueve reinas
- Premi Sant Jordi de novel·la
  - 2002: beste buitenlandse acteur, in El hijo de la novia, La fuga en Nueve reinas
- Internationale filmweek van Valladolid
  - 2004: beste acteur, in Luna de Avellaneda